# Vuelta a Colombia 1970
La 20.ª edición de la Vuelta a Colombia tuvo lugar entre el 27 de abril y el 10 de mayo de 1970. El boyacense Rafael Antonio Niño del equipo Cundinamarca A se coronó campeón con un tiempo de 53 h, 29 min y 56 s.

## Equipos participantes[1]
| Equipo                            | Categoría  |
| --------------------------------- | ---------- |
| Aciclismo-Suiza                   | Aficionado |
| Alimentos Express-España          | Aficionado |
| Boyacá                            | Aficionado |
| Caracol Radio TV-Bélgica          | Aficionado |
| Cervecería Unión-Pilsen           | Aficionado |
| Cicloases                         | Aficionado |
| Coldeportes-Rusia                 | Aficionado |
| Cundinamarca A                    | Aficionado |
| Cundinamarca B                    | Aficionado |
| Distrito A                        | Aficionado |
| Distrito B                        | Aficionado |
| Express-Cicloases                 | Aficionado |
| Junta Administradora-Antioquia    | Aficionado |
| Licorera Santander-Ron Candilejas | Aficionado |
| Meta                              | Aficionado |
| Mixto Risaralda-Quindío           | Aficionado |
| Mixto Valle-Caldas-Tolima         | Aficionado |
| Radio Cadena Nacional-Italia      | Aficionado |
| Relojes Pierce                    | Aficionado |
| Suramericana Seguros              | Aficionado |
| Telepostal                        | Aficionado |
| Venezuela-Táchira                 | Aficionado |
| Wrangler Caribú                   | Aficionado |

## Etapas
| Etapa      | Fecha       | Recorrido                            | Distancia (km)                       | Ganador                              | Líder                                |                                      |
| ---------- | ----------- | ------------------------------------ | ------------------------------------ | ------------------------------------ | ------------------------------------ | ------------------------------------ |
| 1.ª etapa  | 27 de abril | Bogotá - Girardot                    | 132                                  | Jesús Rodas Ortiz                    | Jesús Roda Ortiz                     |                                      |
| 2.ª etapa  | 28 de abril | Girardot - Neiva                     | 159                                  | Jean Paolo Flamini                   | Johan De Muynck                      |                                      |
| 3.ª etapa  | 29 de abril | Neiva - Ibagué                       | 195                                  | Pedro Alfonso Galvis                 | Franco Martini                       |                                      |
| 4.ª etapa  | 30 de abril | Ibagué - Armenia                     | 85                                   | Francisco Ignacio Triana             | Francisco Ignacio Triana             |                                      |
| 5.ª etapa  | 1 de mayo   | Armenia - Cali                       | 201                                  | Jaime Enrique Ruiz                   | Francisco Ignacio Triana             |                                      |
| 6.ª etapa  | 2 de mayo   | Cali - Pereira                       | 203                                  | Manuel Puerto Chunza                 | Francisco Ignacio Triana             |                                      |
|            | 2 de mayo   | Neutralización de Pereira a Riosucio | Neutralización de Pereira a Riosucio | Neutralización de Pereira a Riosucio | Neutralización de Pereira a Riosucio | Neutralización de Pereira a Riosucio |
| 7.ª etapa  | 3 de mayo   | Riosucio - Medellín                  | 147                                  | Pablo Enrique Hernández              | Francisco Ignacio Triana             |                                      |
| 8.ª etapa  | 4 de mayo   | Vuelta a Oriente                     | 96                                   | Martín "Cochise" Rodríguez           | Francisco Ignacio Triana             |                                      |
|            | 5 de mayo   | Descanso en Medellín                 | Descanso en Medellín                 | Descanso en Medellín                 | Descanso en Medellín                 | Descanso en Medellín                 |
| 9.ª etapa  | 6 de mayo   | Medellín - Anserma                   | 179                                  | Luis Hernán Díaz                     | Rafael Antonio Niño                  |                                      |
| 10.ª etapa | 7 de mayo   | Anserma - Manizales                  | 120                                  | Manuel Puerto Chunza                 | Rafael Antonio Niño                  |                                      |
| 11.ª etapa | 8 de mayo   | Manizales - Honda                    | 127                                  | Gustavo Rincón                       | Gustavo Rincón                       |                                      |
| 12.ª etapa | 9 de mayo   | Honda - La Dorada                    | 34 (CRI)                             | José Florencio Tutusaus              | Gustavo Rincón                       |                                      |
| 13.ª etapa | 10 de mayo  | La Dorada - Bogotá                   | 173                                  | Miguel Samacá                        | Rafael Antonio Niño                  |                                      |

## Clasificaciones finales

### Clasificación general
Los diez primeros en la clasificación general final fueron:
| Clasificación general |                            |                                   |                  |
| Ciclista              | Ciclista                   | Equipo                            | Tiempo           |
| --------------------- | -------------------------- | --------------------------------- | ---------------- |
| 1.º                   | Rafael Antonio Niño        | Cundinamarca A                    | 53 h 29 min 56 s |
| 2.º                   | Gustavo Rincón             | Cundinamarca A                    | + 1 min 24 s     |
| 3.º                   | Miguel Samacá              | Relojes Pierce                    | + 16 min 20 s    |
| 4.º                   | Francisco Ignacio Triana   | Cundinamarca A                    | + 23 min 43 s    |
| 5.º                   | Álvaro Pachón Morales      | Relojes Pierce                    | + 25 min 09 s    |
| 6.º                   | Pedro Julio Sánchez        | Telepostal                        | + 26 min 17 s    |
| 7.º                   | Pablo Enrique Hernández    | Relojes Pierce                    | + 30 min 26 s    |
| 8.º                   | Alberto Duarte Bernal      | Licorera Santander-Ron Candilejas | + 32 min 57 s    |
| 9.º                   | Martín "Cochise" Rodríguez | Wrangler Caribú                   | + 34 min 17 s    |
| 10.º                  | Álvaro Gómez Bedoya        | Express-Cicloases                 | + 35 min 39 s    |

### Clasificación de la montaña
| Clasificación de la montaña |                          |                                   |        |
| Ciclista                    | Ciclista                 | Equipo                            | Puntos |
| --------------------------- | ------------------------ | --------------------------------- | ------ |
| 1.º                         | Rafael Antonio Niño      | Cundinamarca A                    | 45     |
| 2.º                         | Francisco Ignacio Triana | Cundinamarca A                    | 25     |
| 3.º                         | Alberto Duarte Bernal    | Licorera Santander-Ron Candilejas | 25     |

### Clasificación de las metas volantes[4]
| Clasificación de las metas volantes |                         |                                   |        |
| Ciclista                            | Ciclista                | Equipo                            | Puntos |
| ----------------------------------- | ----------------------- | --------------------------------- | ------ |
| 1.º                                 | Luis Hernán Díaz        | Wrangler Caribú                   | 55     |
| 2.º                                 | Franco Martini          | Radio Cadena Nacional-Italia      | 30     |
| 3.º                                 | Jaime Ospina            | Mixto Valle-Caldas-Tolima         | 15     |
| 3.º                                 | José Florencio Tutusaus | Alimentos Express-España          | 15     |
| 3.º                                 | Pedro Alonso Rodas      | Distrito A                        | 15     |
| 3.º                                 | Jaime Enrique Ruiz      | Distrito A                        | 15     |
| 3.º                                 | Álvaro Arciniegas       | Licorera Santander-Ron Candilejas | 15     |

### Clasificación de los novatos
| Clasificación de los novatos |                     |                   |                  |
| Ciclista                     | Ciclista            | Equipo            | Tiempo           |
| ---------------------------- | ------------------- | ----------------- | ---------------- |
| 1.º                          | Rafael Antonio Niño | Cundinamarca A    | 53 h 29 min 56 s |
| 2.º                          | Álvaro Gómez        | Express-Cicloases | + 35 min 39 s    |
| 3.º                          | Pedro Rodas         | Distrito A        | + 56 min 04 s    |

### Clasificación por equipos
| Clasificación por equipos |                 |                   |
| Equipo                    | Equipo          | Tiempo            |
| ------------------------- | --------------- | ----------------- |
| 1.º                       | Cundinamarca A  | 160 h 53 min 55 s |
| 2.º                       | Relojes Pierce  | + 47 min 48 s     |
| 3.º                       | Wrangler Caribú | + 1 h 56 min 55 s |